# Helicoverpa zea
Helicoverpa zea là một loài bướm đêm trong họ Noctuidae.

## Hình ảnh

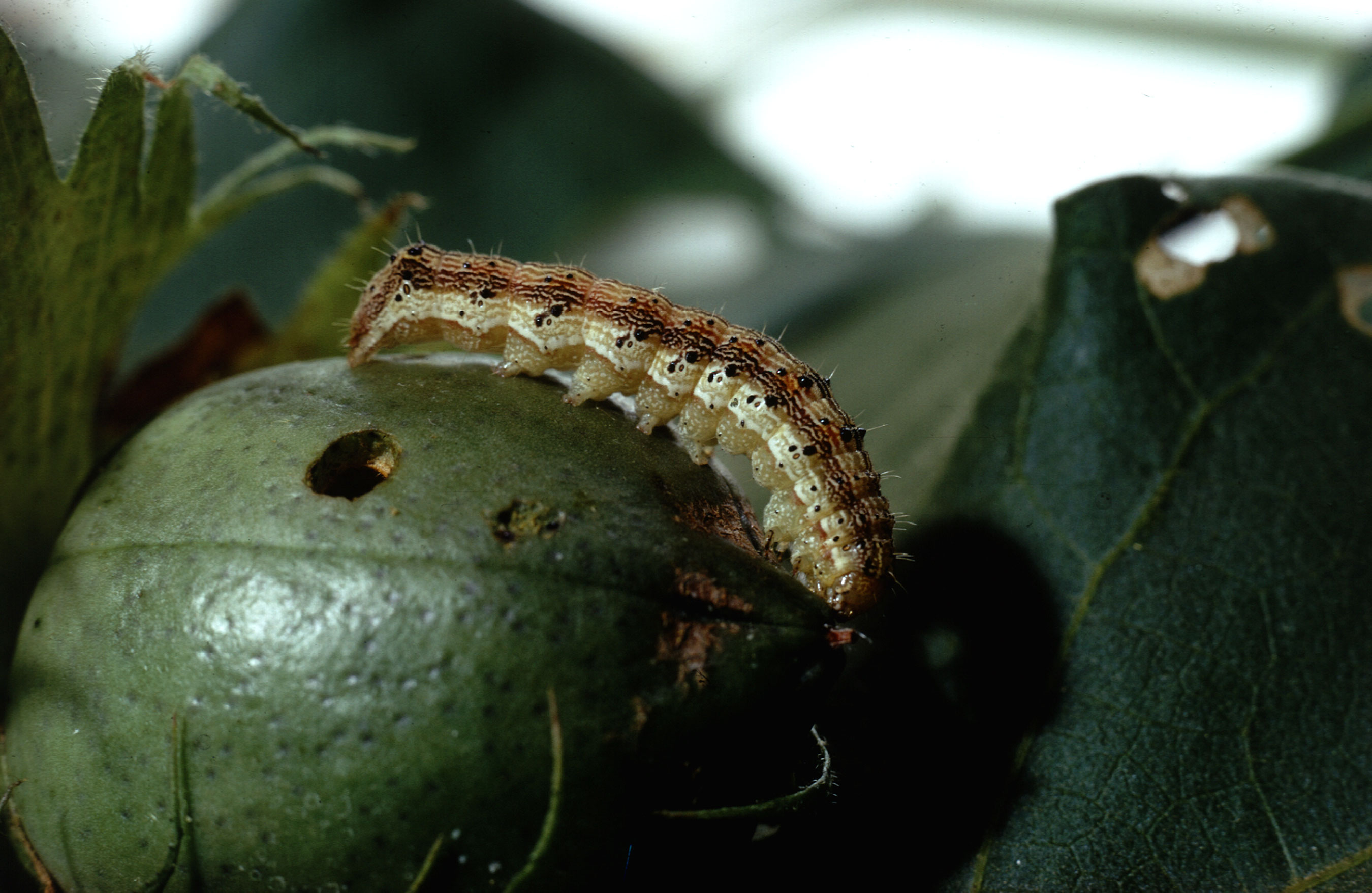
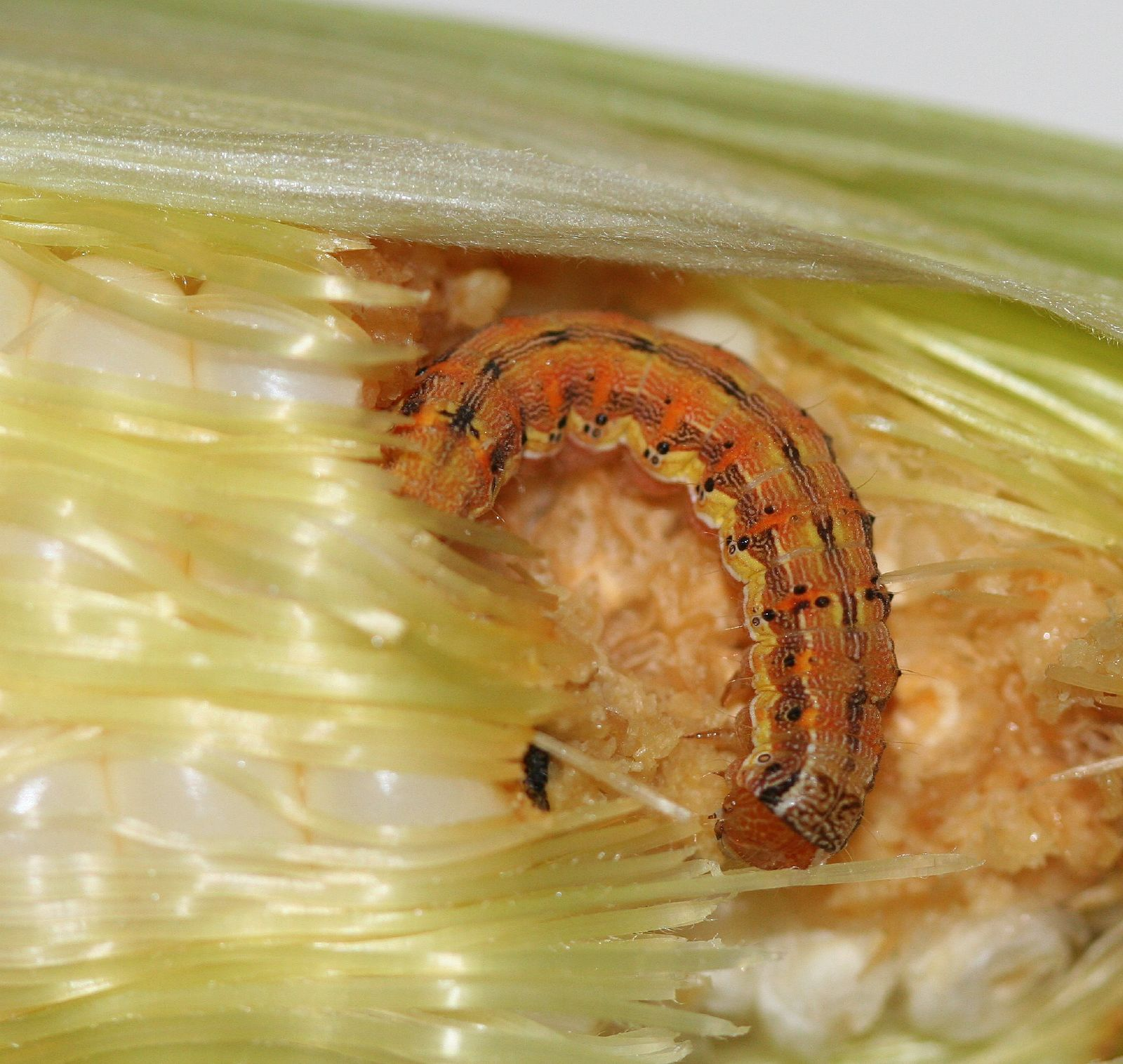
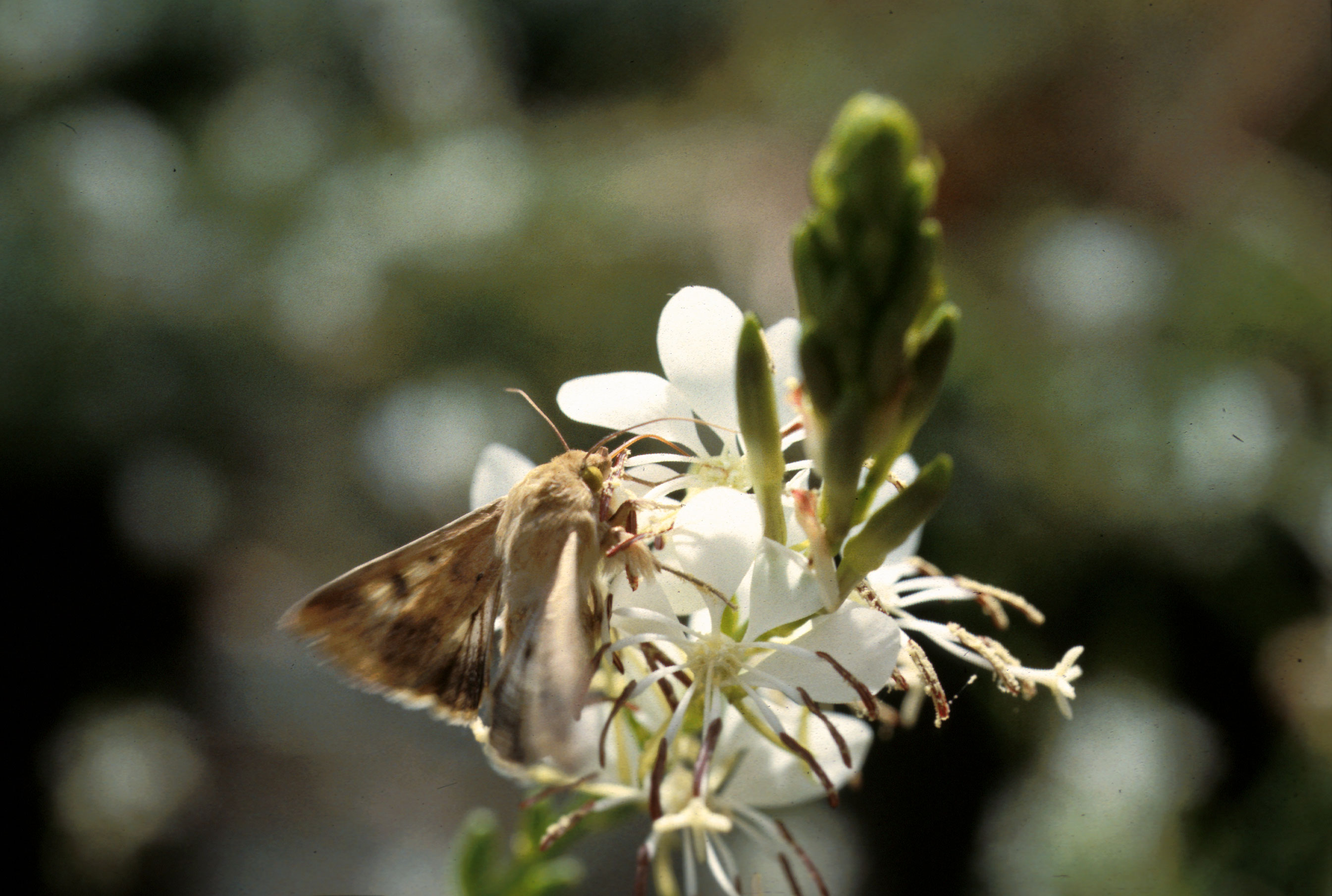
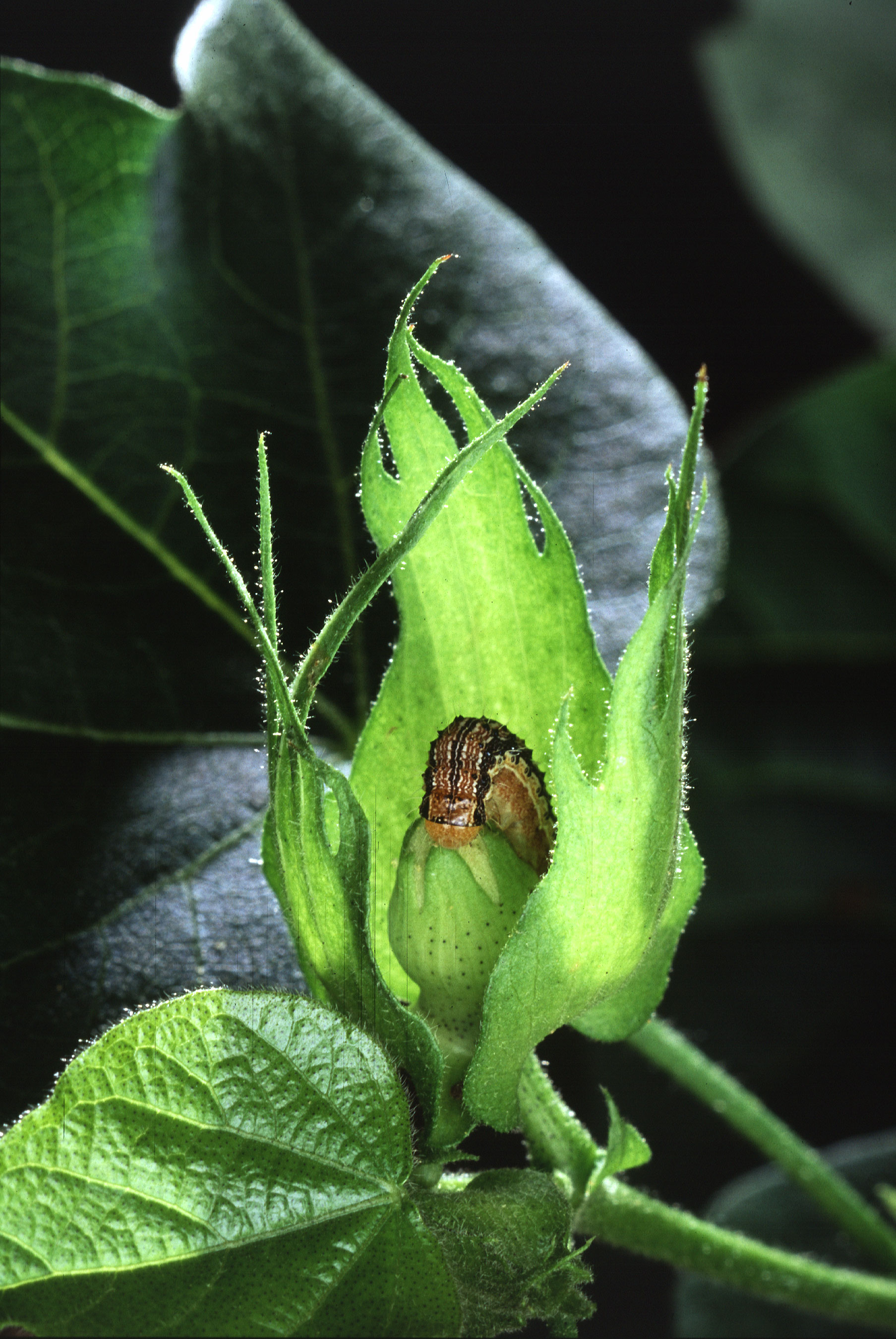